# Earl Hebner
Earl William Hebner (ur. 17 maja 1949 w Richmond) – sędzia wrestlerski znany głównie ze swojego udziału w różnych wątkach fabularnych we wrestlingu, w których pełnił rolę skorumpowanego sędziego. Zasłynął swoim uczestnictwem w spisku, nazywanym w mediach Montreal Screwjob. 

## Kariera sędziego
Szkolił sędziów: Chada Pattona, Jacka Doana, Mike'a Sparksa i swojego syna Briana Hebnera.

### World Wrestling Federation (1988–2005)

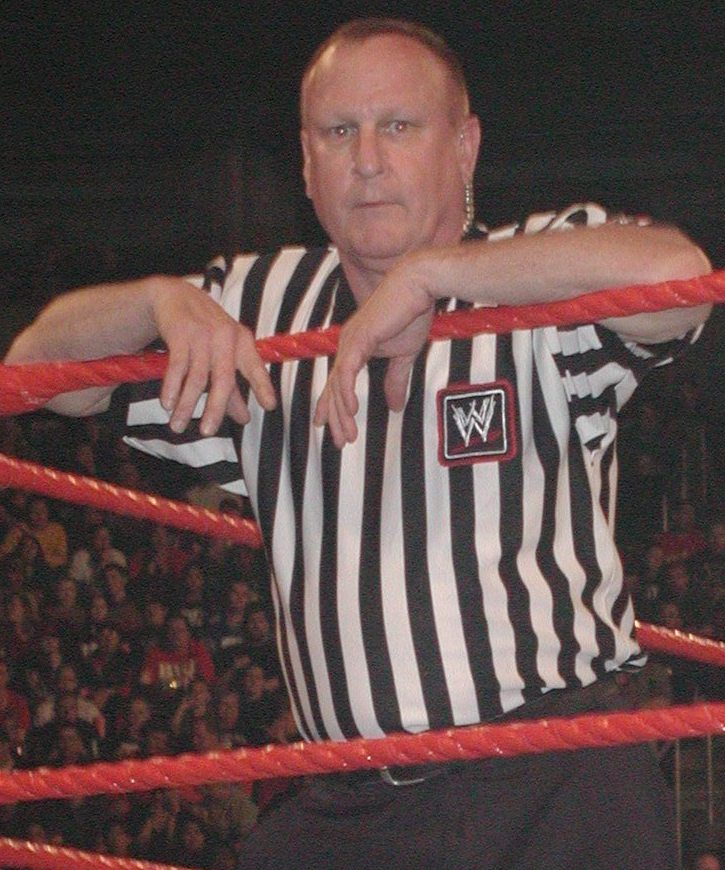
Earl Hebner jak sędzia w WWE Raw w 2003

W 1988 zaczął pracę w organizacji World Wrestling Federation. Fakt, że jest bratem bliźniakiem innego sędziego, Dave'a Hebnera, został wykorzystany w wątku rywalizacji Hulka Hogana i André the Gianta. Earl Hebner odgrywał postać, która została przekupiona przez Teda DiBiase Sr. aby przejść operację plastyczną upodabniającą go do Dave'a Hebnera. 5 lutego, udając swojego brata, sędziował walkę o główne mistrzostwo WWF między André, a Hoganem i naginając zasady pomógł André wygrać. Po walce w ringu pojawił się prawdziwy Dave Hebner.
W 1996 zagrał samego siebie w srialu Chłopiec poznaje świat, w dziewiątym odcinku czwartego sezonu.
W 1997 był zaangażowany w spisek znany w mediach jako Montreal Screwjob. Naginając zasady pomógł Shawnowi Michaelsowi pokonać Breta Harta w walce o pas WWF World Heavyweight Championship. Uznał, że Hart poddał się w czasie walki, choć nic takiego nie miało miejsca, a z samym Hartem w rzeczywistości uzgodniono inny scenariusz.
W 2000 przedstawiająca go grywalna postać wrestlera pojawiła się w grze WWF No Mercy.
Czasem Hebner występował też jako wrestler. 4 maja 2000 razem z mistrzem WWF, The Rockiem, pokonał drużynę D-Generation X złożoną z The Road Dogga, Triple H-a i X-Paca, którym towarzyszyli Gerald Brisco, Pat Patterson, Shane McMahon, Stephanie McMahon-Helmsley, Tori i Vince McMahon. Była to walka typu Tag Team Handicap match. 22 lipca 2001 Hebner na gali WWF Invasion pokonał sędziego WCW, Nicka Patricka.
18 lipca 2005 został zwolniony przez WWE za sprzedawanie produktów firmy bez zezwolenia.

### Total Nonstop Action (2006–2017)

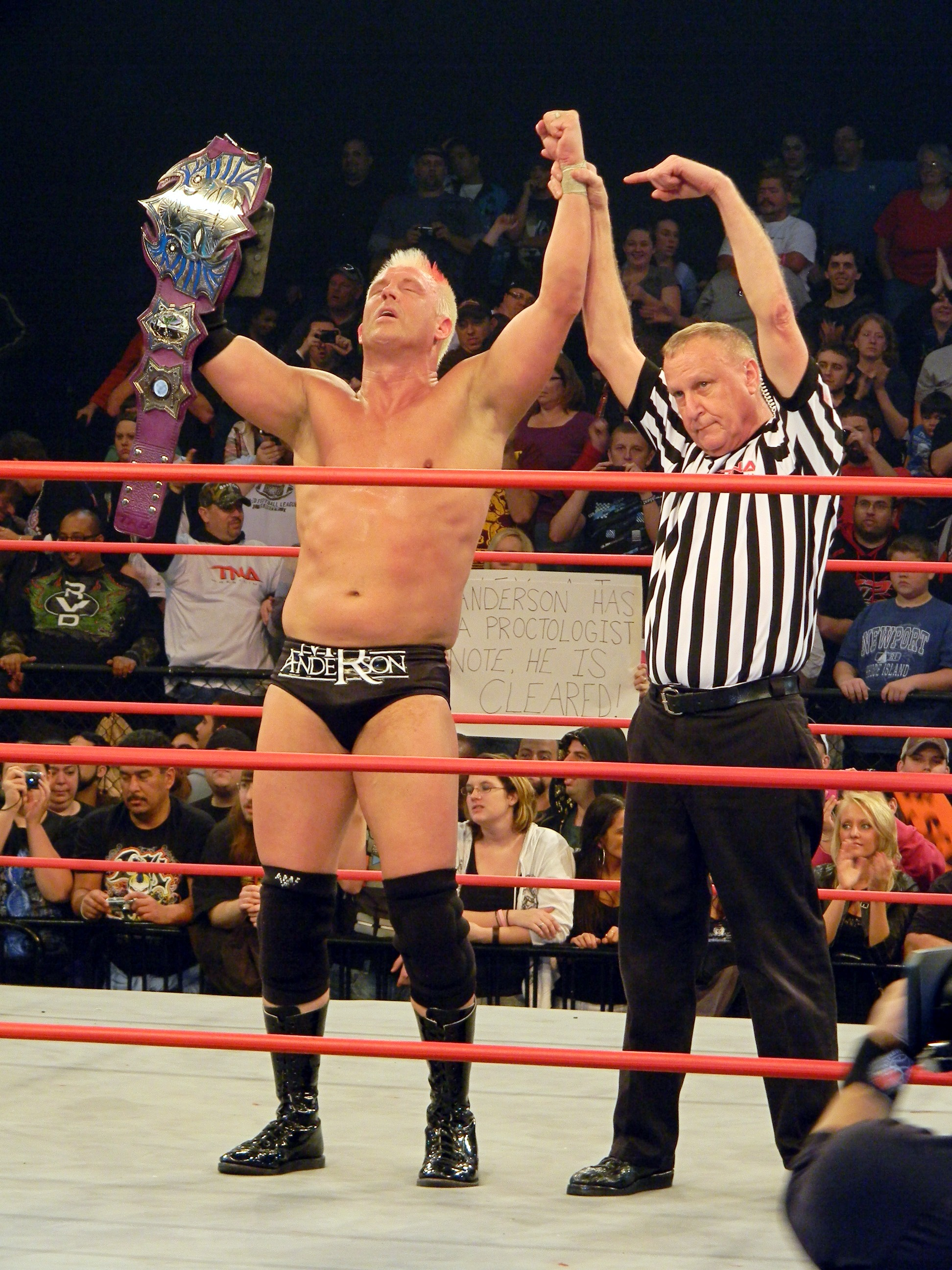
Earl Hebner ogłaszający zwycięstwo Mr. Andersona nad Jeffem Hardym i przejęcie przez niego mistrzostwa TNA World Heavyweight w 2011

W 2006 został zatrudniony przez organizację Total Nonstop Action, w której debiutował 12 lutego na gali Against All Odds, w czasie której sędziował pojedynek między Christianem Cage'em i Jeffem Jarrettem o mistrzostwo NWA World. Przeważnie był heelem, który często sędziował nieuczciwie. Na jego widok publiczność czasem skandowała You Screwed Bret (pl. Wystawiłeś Breta) i You Got Fired (pl. Zostałeś zwolniony).
18 czerwca 2006 na gali Slammiversary naginając zasady pomógł Jeffowi Jarettowi pokonać Christiana Cage'a w walce o mistrzostwo NWA World, za co został w kayfabe zwolniony przez nowego zarządcę TNA, Jima Cornette'a. 13 sierpnia na gali Hard Justice Hebner zaatakował sędziego Marka Johnsona, którego oskarżał o swoje zwolnienie. W kolejnych odcinkach iMPACT pojawiał się wyglądając niechlujnie, wpraszając się na arenę i narzekając na niesłuszne jego zdaniem zwolnienie. 14 września Jim Cornette powiedział, że Earl Hebner został uniewinniony i postanowił przywrócić go jako sędziego w TNA.
21 stycznia 2010 zarządzający TNA w kayfabe Hulk Hogan dał Kurtowi Angle możliwość walki o mistrzostwo TNA World Heavyweight przeciwko A.J. Stylesowi. Earl Hebner oszukiwał, aby umożliwić Stylesowi zwycięstwo. Po walce Angle napluł Hoganowi w twarz i odszedł z TNA (tak samo zachował się Bret Hart, który napluł zarządzającemu organizacją WWF Vince'owi McMahonowi w twarz w czasie Montreal Screwjob). 28 stycznia Hogan zawiesił Hebnera za oszustwo i kazał mu opucić TNA, ale 8 marca zgodził się dać mu drugą szansę.
W 2015 Earl Hebner został wprowadzony do galerii sławy TNA Hall of Fame.
3 listopada 2017 organizacja ogłosiła, że zakończyła współpracę z Earlem Hebnerem, a także jego synem, również sędzią, Brianem Hebnerem